# Asplenium kokeense
Asplenium kokeense är en svartbräkenväxtart som beskrevs av Warren Herbert Wagner. Asplenium kokeense ingår i släktet Asplenium och familjen Aspleniaceae. Inga underarter finns listade.